# Lee Chang-dong
Lee Chang-dong (Daegu, 1 de abril de 1954) é um cineasta, roteirista e romancista sul-coreano.